# Foramen obturatum

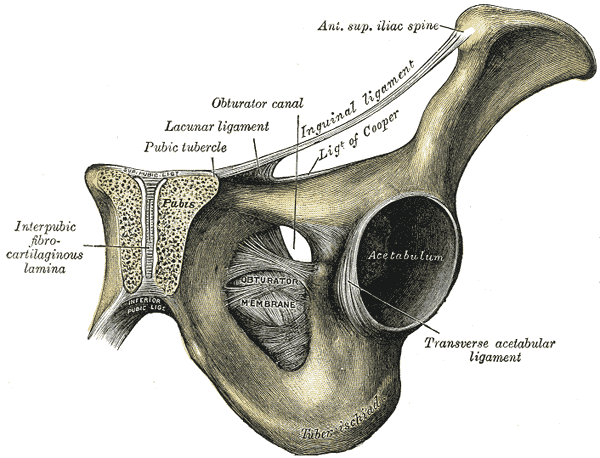
Menschliches Becken mit Foramen obturatum und Acetabulum.

Das Foramen obturatum („verstopftes Loch“, auch Foramen obturatorium) ist eine große Öffnung im knöchernen Becken. Es wird vom Schambein und vom Sitzbein gebildet. Das Foramen obturatum ist von einer derben Bindegewebsmembran (Membrana obturatoria), dem Musculus obturator internus und dem Musculus obturator externus weitestgehend verschlossen. Lediglich eine Öffnung für Leitungsbahnen – der Canalis obturatorius – bleibt frei, durch die der Nervus obturatorius sowie die Vena und Arteria obturatoria ziehen. 
Der Rand des Foramen obturatum zeigt beim Menschen verschiedene Vorsprünge, die variabel sind, also nicht bei jedem Individuum vorkommen:
- Das Tuberculum obturatorium anterius liegt im oberen vorderen Teil des Randes.
- Das Tuberculum obturatorium posterius liegt im oberen hinteren Teil des Randes, fehlt aber gelegentlich und ist im Röntgenbild nur selten darstellbar.
- Weitere Vorsprünge: Individuell können eher oder weniger stark ausgebildete Vorsprünge auch am übrigen Rand auftreten. Es ist dabei strittig, ob es sich um anatomische Variationen oder Reaktionen des Knochens im Sinne einer Exostose handelt.

Das Foramen obturatum stellt eine Schwachstelle im Beckenboden dar. Durch den Kanal können sich Eingeweide hervorstülpen und damit eine Hernia obturatoria verursachen. Es sind vor allem Frauen im Alter von über 70 Jahren betroffen, die mehrere Geburten hatten. Die Hernia obturatoria ist häufig mit einer Schenkelhernie kombiniert.